# Парадокс на Мейфилд
Според парадокса на Мейфилд, за да държите всички извън една информационна система, е нужна неопределено голяма (клоняща към безкрайност) сума пари, но и за да вкарате всички в една информационна система също е нужна неопределено голяма (клоняща към безкрайност) сума пари, докато финансовите разходи за случаите между тези две крайности са относително малки.
'Парадоксът' се изобразява като U-крива, когато стойността на подобна система е по вертикалната ос, а процентът на хората, които могат да имат достъп до системата, е на хоризонталната ос. Приемането на този парадокс от обществото, специализирано в областта на информационната сигурност, е незабавно, тъй като е в съответствие с професионалния опит на тази група. Парадоксът на Мейфилд посочва, че в някаква точка на кривата допълнителната сигурност става нереалистично скъпа, също както и добавянето на допълнителни потребители при запазване нивото на сигурност става нереалистично скъпо.
Въз основа на този парадокс братята Менц създават теореми за информационна и физическа сигурност. Теоремите представляват две формули, покриващи едновременно случаите за достъп и сигурност на информационни системи и физически обекти. Те се използват за определяне на количеството необходими ресурси.